# Trofee Raymond Goethals
De Trofee Raymond Goethals is een onderscheiding die jaarlijks wordt uitgereikt aan een Belgische voetbalcoach, of een coach met een dubbele, deels Belgische nationaliteit, die qua werkwijze het meest lijkt op gewezen voetbalcoach Raymond Goethals. Die is een van de bekendste en meest succesvolle Belgische trainers in het voetbal en won onder meer als enige Belgische coach de Champions League, in 1993 met Olympique Marseille.
De jury van de Trofee Raymond Goethals bestaat uit Raymonds zoon en gewezen scheidsrechter Guy Goethals, ex-bondscoaches, scheidsrechters en leden van de organisatie. De trofee wordt in december uitgereikt omdat Raymond Goethals op 6 december 2004 overleed.

## Winnaars
| Jaar | Winnaar             | Coach van          | Overige genomineerden                                                                        |
| ---- | ------------------- | ------------------ | -------------------------------------------------------------------------------------------- |
| 2011 | Eric Gerets         | Marokko            | Frank Vercauteren (KRC Genk), Michel Preud'homme (FC Twente)                                 |
| 2012 | Peter Maes          | KSC Lokeren        | Ariël Jacobs (FC Kopenhagen), Marc Wilmots (Rode Duivels), Hein Vanhaezebrouck (KV Kortrijk) |
| 2013 | Francky Dury        | SV Zulte Waregem   | Hein Vanhaezebrouck (KV Kortrijk), Marc Wilmots (Rode Duivels)                               |
| 2014 | Marc Wilmots        | Rode Duivels       | Peter Maes (Lokeren) en Hein Vanhaezebrouck (KAA Gent)                                       |
| 2015 | Hein Vanhaezebrouck | KAA Gent           | Yves Vanderhaeghe (KV Oostende) en Marc Wilmots (Rode Duivels)                               |
| 2016 | Michel Preud'homme  | Club Brugge        | Francky Dury (SV Zulte Waregem) en Felice Mazzu (Sporting Charleroi)                         |
| 2017 | Felice Mazzu        | Sporting Charleroi | Hugo Broos (Kameroen) en Ivan Leko (STVV / Club Brugge)                                      |
| 2018 | Philippe Clement    | KRC Genk           | Marc Brys (Beerschot-Wilrijk - STVV) en Ivan Leko (Club Brugge)                              |
| 2019 | Philippe Clement    | Club Brugge        | Michel Preud'homme (Standard) en Wouter Vrancken (KV Mechelen)                               |
| 2020 | Marc Brys           | OH Leuven          | Philippe Clement (Club Brugge) en Ivan Leko (Antwerp FC)                                     |
| 2021 | Felice Mazzu        | Union Sint-Gillis  | Philippe Clement (Club Brugge) en Wouter Vrancken (KV Mechelen)                              |
| 2022 | Karel Geraerts      | Union Sint-Gillis  | Carl Hoefkens (Club Brugge) en Wouter Vrancken (Genk)                                        |
| 2023 | Hein Vanhaezebrouck | KAA Gent           | Will Still (Reims) en Wouter Vrancken (Genk)                                                 |
| 2024 | Nicky Hayen         | Club Brugge        | Vincent Kompany (Bayern München) en Timmy Simons (Westerlo)                                  |